# Singoli al numero uno in Estonia
La presente lista elenca i singoli alla posizione numero uno della classifica settimanale estone, la Eesti Tipp-40, che sono state, nel corso delle settimane, le canzoni più scaricate su iTunes e più riprodotte sulle piattaforme di streaming.

## 2018
| Settimana    | Artista                                         | Brano                           | Note                      |
| ------------ | ----------------------------------------------- | ------------------------------- | ------------------------- |
| 29 gennaio   | Drake                                           | God's Plan                      | [ 1 ]                     |
| 5 febbraio   | Drake                                           | God's Plan                      | [ 1 ]                     |
| 12 febbraio  | Drake                                           | God's Plan                      | [ 1 ]                     |
| 19 febbraio  | Drake                                           | God's Plan                      | [ 2 ]                     |
| 26 febbraio  | Drake                                           | God's Plan                      | [ 3 ]                     |
| 5 marzo      | Drake                                           | God's Plan                      | [ 4 ]                     |
| 12 marzo     | Drake                                           | God's Plan                      | [ 5 ]                     |
| 19 marzo     | Drake                                           | God's Plan                      | [ 6 ]                     |
| 26 marzo     | Drake                                           | God's Plan                      | [ 7 ]                     |
| 2 aprile     | Drake                                           | God's Plan                      | [ 8 ]                     |
| 9 aprile     | Drake                                           | God's Plan                      | [ 8 ]                     |
| 16 aprile    | Drake                                           | God's Plan                      | [ 9 ]                     |
| 23 aprile    | Calvin Harris e Dua Lipa                        | One Kiss                        | [ 10 ]                    |
| 30 aprile    | Ariana Grande                                   | No Tears Left to Cry            | [ 11 ]                    |
| 7 maggio     | Calvin Harris e Dua Lipa                        | One Kiss                        | [ 12 ]                    |
| 14 maggio    | Calvin Harris e Dua Lipa                        | One Kiss                        | [ 13 ]                    |
| 21 maggio    | Calvin Harris e Dua Lipa                        | One Kiss                        | [ 14 ]                    |
| 28 maggio    | Calvin Harris e Dua Lipa                        | One Kiss                        | [ 14 ]                    |
| 4 giugno     | Calvin Harris e Dua Lipa                        | One Kiss                        | [ 15 ]                    |
| 11 giugno    | Calvin Harris e Dua Lipa                        | One Kiss                        | [ 15 ]                    |
| 18 giugno    | Dennis Lloyd                                    | Nevermind                       | [ 16 ]                    |
| 25 giugno    | Clean Bandit feat. Demi Lovato                  | Solo                            | [ 16 ]                    |
| 2 luglio     | Clean Bandit feat. Demi Lovato                  | Solo                            | [ 17 ]                    |
| 9 luglio     | Nublu feat. Reket                               | Mina ka                         | [ 17 ]                    |
| 16 luglio    | Nublu feat. Reket                               | Mina ka                         | [ 18 ]                    |
| 23 luglio    | Nublu feat. Reket                               | Mina ka                         | [ 19 ]                    |
| 30 luglio    | Nublu feat. Reket                               | Mina ka                         | [ 20 ]                    |
| 6 agosto     | Nublu feat. Reket                               | Mina ka                         | [ 21 ]                    |
| 13 agosto    | Nublu feat. Reket                               | Mina ka                         | [ 22 ]                    |
| 20 agosto    | Nublu                                           | Öölaps!                         | [ 22 ]                    |
| 27 agosto    | Nublu                                           | Öölaps!                         | [ 23 ]                    |
| 3 settembre  | Nublu                                           | Öölaps!                         | [ 24 ]                    |
| 10 settembre | Nublu                                           | Öölaps!                         | [ 25 ]                    |
| 17 settembre | Nublu                                           | Öölaps!                         | [ 26 ]                    |
| 24 settembre | Nublu                                           | Öölaps!                         | [ 26 ]                    |
| 1º ottobre   | Lil Peep e XXXTentacion                         | Falling Down                    | [ 27 ]                    |
| 8 ottobre    | Nublu                                           | Öölaps!                         | [ 28 ]                    |
| 15 ottobre   | Nublu                                           | Öölaps!                         | [ 29 ]                    |
| 22 ottobre   | Nublu                                           | Öölaps!                         | [ 30 ]                    |
| 29 ottobre   | Nublu                                           | Öölaps!                         | [ 30 ]                    |
| 5 novembre   | XXXTentacion e Lil Pump feat. Maluma & Swae Lee | Arms Around You                 | [ 31 ]                    |
| 12 novembre  | Ava Max                                         | Sweet but Psycho                | [ 32 ]                    |
| 19 novembre  | Ariana Grande                                   | Thank U, Next                   | [ 33 ]                    |
| 26 novembre  | Nublu                                           | TMT                             | [ 34 ]                    |
| 3 dicembre   | Nublu                                           | TMT                             | [ 35 ]                    |
| 10 dicembre  | Nublu                                           | TMT                             | [ 36 ]                    |
| 17 dicembre  | classifica non pubblicata                       | classifica non pubblicata       | classifica non pubblicata |
| 24 dicembre  | classifica non pubblicata                       | classifica non pubblicata       | classifica non pubblicata |
| 31 dicembre  | Mariah Carey                                    | All I Want for Christmas Is You | [ 37 ]                    |

## 2019
| Settimana    | Artista                   | Brano                           | Note                      |
| ------------ | ------------------------- | ------------------------------- | ------------------------- |
| 7 gennaio    | Nublu                     | TMT                             | [ 37 ]                    |
| 14 gennaio   | Nublu                     | TMT                             | [ 38 ]                    |
| 21 gennaio   | Nublu                     | TMT                             | [ 39 ]                    |
| 28 gennaio   | Ariana Grande             | 7 Rings                         | [ 40 ]                    |
| 4 febbraio   | Ariana Grande             | 7 Rings                         | [ 41 ]                    |
| 11 febbraio  | Ariana Grande             | 7 Rings                         | [ 42 ]                    |
| 18 febbraio  | Ariana Grande             | 7 Rings                         | [ 43 ]                    |
| 25 febbraio  | Ariana Grande             | 7 Rings                         | [ 44 ]                    |
| 4 marzo      | Ariana Grande             | 7 Rings                         | [ 45 ]                    |
| 11 marzo     | Ariana Grande             | 7 Rings                         | [ 46 ]                    |
| 18 marzo     | Ariana Grande             | 7 Rings                         | [ 47 ]                    |
| 25 marzo     | Ariana Grande             | 7 Rings                         | [ 48 ]                    |
| 1º aprile    | Ariana Grande             | 7 Rings                         | [ 49 ]                    |
| 8 aprile     | Billie Eilish             | Bad Guy                         | [ 50 ]                    |
| 15 aprile    | Billie Eilish             | Bad Guy                         | [ 51 ]                    |
| 22 aprile    | Billie Eilish             | Bad Guy                         | [ 52 ]                    |
| 29 aprile    | Billie Eilish             | Bad Guy                         | [ 53 ]                    |
| 6 maggio     | Billie Eilish             | Bad Guy                         | [ 54 ]                    |
| 13 maggio    | Billie Eilish             | Bad Guy                         | [ 55 ]                    |
| 20 maggio    | Duncan Laurence           | Arcade                          | [ 56 ]                    |
| 27 maggio    | Billie Eilish             | Bad Guy                         | [ 56 ]                    |
| 3 giugno     | Billie Eilish             | Bad Guy                         | [ 57 ]                    |
| 10 giugno    | Billie Eilish             | Bad Guy                         | [ 57 ]                    |
| 17 giugno    | Nublu                     | Rotterdam                       | [ 58 ]                    |
| 24 giugno    | Nublu                     | Rotterdam                       | [ 59 ]                    |
| 1º luglio    | Nublu                     | Rotterdam                       | [ 60 ]                    |
| 8 luglio     | 5miinust e Nublu          | Aluspükse                       | [ 61 ]                    |
| 15 luglio    | 5miinust e Nublu          | Aluspükse                       | [ 62 ]                    |
| 22 luglio    | 5miinust e Nublu          | Aluspükse                       | [ 63 ]                    |
| 29 luglio    | 5miinust e Nublu          | Aluspükse                       | [ 64 ]                    |
| 5 agosto     | 5miinust e Nublu          | Aluspükse                       | [ 65 ]                    |
| 12 agosto    | 5miinust e Nublu          | Aluspükse                       | [ 66 ]                    |
| 19 agosto    | Nublu e Gameboy Tetris    | Für Oksana                      | [ 67 ]                    |
| 26 agosto    | Nublu e Gameboy Tetris    | Für Oksana                      | [ 68 ]                    |
| 2 settembre  | Nublu e Gameboy Tetris    | Für Oksana                      | [ 69 ]                    |
| 9 settembre  | Nublu e Gameboy Tetris    | Für Oksana                      | [ 70 ]                    |
| 16 settembre | Nublu e Gameboy Tetris    | Für Oksana                      | [ 71 ]                    |
| 23 settembre | Nublu e Gameboy Tetris    | Für Oksana                      | [ 72 ]                    |
| 30 settembre | Nublu e Gameboy Tetris    | Für Oksana                      | [ 73 ]                    |
| 7 ottobre    | Tones and I               | Dance Monkey                    | [ 74 ]                    |
| 14 ottobre   | Tones and I               | Dance Monkey                    | [ 75 ]                    |
| 21 ottobre   | Tones and I               | Dance Monkey                    | [ 76 ]                    |
| 28 ottobre   | Tones and I               | Dance Monkey                    | [ 77 ]                    |
| 4 novembre   | Tones and I               | Dance Monkey                    | [ 78 ]                    |
| 11 novembre  | Tones and I               | Dance Monkey                    | [ 79 ]                    |
| 18 novembre  | Tones and I               | Dance Monkey                    | [ 80 ]                    |
| 25 novembre  | Billie Eilish             | Everything I Wanted             | [ 81 ]                    |
| 2 dicembre   | Billie Eilish             | Everything I Wanted             | [ 82 ]                    |
| 9 dicembre   | Billie Eilish             | Everything I Wanted             | [ 83 ]                    |
| 16 dicembre  | Billie Eilish             | Everything I Wanted             | [ 84 ]                    |
| 23 dicembre  | classifica non pubblicata | classifica non pubblicata       | classifica non pubblicata |
| 30 dicembre  | Mariah Carey              | All I Want for Christmas Is You | [ 85 ]                    |

## 2020
| Settimana    | Artista                               | Brano             | Note    |
| ------------ | ------------------------------------- | ----------------- | ------- |
| 6 gennaio    | 5miinust e Villemdrillem              | Paaristõuked      | [ 85 ]  |
| 13 gennaio   | 5miinust e Villemdrillem              | Paaristõuked      | [ 86 ]  |
| 20 gennaio   | 5miinust e Villemdrillem              | Paaristõuked      | [ 87 ]  |
| 27 gennaio   | The Weeknd                            | Blinding Lights   | [ 88 ]  |
| 3 febbraio   | 5miinust e Villemdrillem              | Paaristõuked      | [ 89 ]  |
| 10 febbraio  | The Weeknd                            | Blinding Lights   | [ 90 ]  |
| 17 febbraio  | The Weeknd                            | Blinding Lights   | [ 91 ]  |
| 24 febbraio  | Billie Eilish                         | No Time to Die    | [ 92 ]  |
| 2 marzo      | The Weeknd                            | Blinding Lights   | [ 93 ]  |
| 9 marzo      | The Weeknd                            | Blinding Lights   | [ 94 ]  |
| 16 marzo     | The Weeknd                            | Blinding Lights   | [ 95 ]  |
| 23 marzo     | The Weeknd                            | Blinding Lights   | [ 95 ]  |
| 30 marzo     | The Weeknd                            | Blinding Lights   | [ 96 ]  |
| 7 aprile     | The Weeknd                            | Blinding Lights   | [ 97 ]  |
| 14 aprile    | The Weeknd                            | Blinding Lights   | [ 98 ]  |
| 21 aprile    | Nublu                                 | Croissantid       | [ 99 ]  |
| 28 aprile    | Nublu                                 | Croissantid       | [ 100 ] |
| 5 maggio     | Nublu                                 | Croissantid       | [ 101 ] |
| 12 maggio    | Nublu                                 | Croissantid       | [ 102 ] |
| 19 maggio    | Nublu                                 | Croissantid       | [ 103 ] |
| 26 maggio    | Nublu                                 | Croissantid       | [ 104 ] |
| 2 giugno     | Nublu                                 | Croissantid       | [ 105 ] |
| 9 giugno     | Reket feat. Liis Lemsalu & Avoid Dave | Magad vä?         | [ 106 ] |
| 16 giugno    | 5miinust                              | Peo lõpp          | [ 107 ] |
| 23 giugno    | 5miinust                              | Peo lõpp          | [ 108 ] |
| 30 giugno    | 5miinust                              | Peo lõpp          | [ 108 ] |
| 7 luglio     | Nublu                                 | 1-2               | [ 109 ] |
| 14 luglio    | Nublu                                 | 1-2               | [ 110 ] |
| 21 luglio    | Nublu                                 | 1-2               | [ 111 ] |
| 28 luglio    | Nublu                                 | 1-2               | [ 112 ] |
| 4 agosto     | Nublu                                 | 1-2               | [ 113 ] |
| 11 agosto    | Nublu                                 | Laiaks lüüa       | [ 114 ] |
| 18 agosto    | Nublu                                 | 1-2               | [ 115 ] |
| 25 agosto    | 5miinust e Hendrik Sal-Saller         | Loodus ja hobused | [ 116 ] |
| 1º settembre | 5miinust e Hendrik Sal-Saller         | Loodus ja hobused | [ 117 ] |
| 8 settembre  | 5miinust e Hendrik Sal-Saller         | Loodus ja hobused | [ 118 ] |